# یواس‌اس کلمبیا (۱۸۶۲)
یواس‌اس کلمبیا (۱۸۶۲) (به انگلیسی: USS Columbia (1862)) یک کشتی بود که طول آن ۱۶۸ فوت (۵۱ متر) بود.